# Shun'ya Itō
Pour les articles homonymes, voir Ito.
Shun'ya Itō (伊藤 俊也, Itō Shun'ya), né le 17 février 1937 à Fukui, est un réalisateur et scénariste japonais.

## Biographie
Shun'ya Itō est réputé pour avoir débuté dans les années 70 la série Sasori de films d'exploitation interprétés par l'actrice Meiko Kaji (La Femme scorpion, Elle s'appelait Scorpion, La Tanière de la bête), adaptés pour le cinéma à partir d'un manga de Tōru Shinohara. Itō travaille pour la Tōei pendant la plus grande partie de sa carrière.
Il remporte le prix du meilleur film aux Japan Academy Prize de 1985 avec Sombre Crépuscule, histoire d'un homme atteint par la maladie d'Alzheimer. Ce film est donc proposé pour représenter le Japon à l'Oscar du meilleur film en langue étrangère plutôt que Ran (1985) d’Akira Kurosawa, à la grande colère des médias occidentaux qui estiment Ran être en meilleure position pour remporter le prix. La candidature de Sombre Crépuscule n’est finalement pas retenue (Galbraith).
Ses films les plus récents sont l’anime de 1995 Adieu, Nostradamus ! de la série des Lupin III et Pride: The Fateful Moment (1998). Le drame, qui se déroule au cours de la Seconde Guerre mondiale, présente Hideki Tōjō sous un aspect plus humain lors de son procès au Tribunal militaire international pour l'Extrême-Orient.

## Filmographie

### Réalisateur
La mention « +scénariste » indique que Shun'ya Itō est aussi auteur du scénario.
- 1972 : La Femme scorpion (女囚７０１号 さそり, Joshū 701-gō: Sasori?)
- 1972 : Elle s'appelait Scorpion (女囚さそり 第４１雑居房, Joshū sasori: Dai-41 zakkyo-bō?) +scénariste
- 1973 : La Tanière de la bête (女囚さそり けもの部屋, Joshū sasori Kemono-beya?)
- 1977 : Inugami no tatari (犬神の悪霊?) +scénariste
- 1982 : Yūkai hōdō (誘拐報道?)
- 1983 : Hakujasho (白蛇抄?)
- 1985 : Sombre Crépuscule (花いちもんめ, Hana ichimonme?)
- 1988 : Labyrinth of Flower Garden (花園の迷宮, Hanazono no meikyu?)
- 1989 : Kaze no Matasaburō: Garasu no manto (風の又三郎 ガラスのマント?) +scénariste
- 1995 : Adieu, Nostradamus ! (ルパン三世 くたばれ！ノストラダムス, Rupan sansei: Kutabare! Nostradamus?) +scénariste
- 1998 : Pride: The Fateful Moment (プライド 運命の瞬間, Puraido: Unmei no toki?) +scénariste
- 2006 : Eiga kantoku tte nanda! (映画監督って何だ！?) +scénariste (documentaire)
- 2010 : Rosuto kuraimu: Senkō (ロストクライム 閃光?) +scénariste
- 2013 : Hajimari mo owari mo nai (始まりも終わりもない?) +scénariste
- 2020 : Nihon dokuritsu (日本独立?) +scénariste

### Scénariste
- 1971 : Gorotsuki mushuku (ごろつき無宿?) de Yasuo Furuhata

## Distinctions

### Décoration
- 2003 : récipiendaire de la médaille au ruban pourpre

### Récompenses
- 1972 : prix du nouveau réalisateur (citation) de la Directors Guild of Japan pour La Femme scorpion[1]
- 1982 : prix du jury pour Piège pour un kidnapper au festival des films du monde de Montréal[2]
- 1986 : prix du meilleur film pour Sombre Crépuscule aux Japan Academy Prize[3]

### Nomination
- 1986 : prix du meilleur réalisateur pour Sombre Crépuscule aux Japan Academy Prize[3]